# Giovanni Battista Vivaldi
Giovanni Battista Vivaldi (n. 1655, Brescia, Republica Veneția – d. 14 mai 1736, Veneția, Republica Veneția) a fost un violonist italian și tatăl compozitorului Antonio Vivaldi.

## Biografie
După moartea tatălui său, care era de specialitate croitor, Giovanni Battista Vivaldi s-a mutat la Veneția cu mama sa în 1666, unde după ceva timp a început să lucreze ca frizer.